# Bhaskara II
Bhaskara Akaria, também conhecido como Bhaskara II (Chalisgaon, 1114 — Ujjain, 1185) foi um matemático, astrônomo e astrólogo indiano. Ajudou a popularizar a fórmula de resolução das equações do segundo grau, que, no Brasil, ficou conhecida como "fórmula de Bhaskara", sendo chamada geralmente de "fórmula quadrática" no resto do mundo.
Veio de uma família de astrólogos indianos tradicionais, sendo que o seu pai foi um astromante de renome chamado Mahesvara. Seguiu a tradição familiar, porém dedicou-se sobretudo à Matemática e à Astronomia, que na época ainda se relacionavam com a crença na Astrologia.
Bhaskaracharya foi um dos mais importantes matemáticos do século XII e o último significativo daquela época. Foi também chefe do observatório astronômico de Ujjain, escola de matemática muito bem conceituada no período. Bhaskara morreu aos 71 anos de idade, em Ujjain, na Índia.
Tornou-se famoso por ter complementado a obra do ilustre matemático e astrônomo indiano Brahmagupta (598-668), dando a solução geral da equação x2 - ny2 = 1, onde n, x e y são naturais e n maior que 1, chamada de equação de Pell. Nesta equação, a única solução, se n tiver raiz exata, é x = ± 1 e y = 0. Porém, se n não tiver raiz exata, então existem infinitas soluções inteiras.
É também de Bhaskaracharya a identidade
{\displaystyle {\sqrt {a\pm {\sqrt {b}}}}={\sqrt {\frac {a+{\sqrt {a^{2}-b}}}{2}}}\pm {\sqrt {\frac {a-{\sqrt {a^{2}-b}}}{2}}},}
chamada de radical duplo.

## A forma do radical duplo
Exemplo 1: A solução da equação {\displaystyle x^{2}-4y^{2}=1} é {\displaystyle x=\pm 1} e {\displaystyle y=0.}
Exemplo 2: Algumas soluções inteiras da equação {\displaystyle x^{2}-2y^{2}=1} são {\displaystyle (17,12),} {\displaystyle (99,70),} e {\displaystyle (19601,13860.)}
Exemplo 3: {\displaystyle {\sqrt {5+{\sqrt {24}}}}={\sqrt {\frac {5+{\sqrt {(5)^{2}-24}}}{2}}}+{\sqrt {\frac {5-{\sqrt {(5)^{2}-24}}}{2}}}=} {\displaystyle {\sqrt {\frac {5+{\sqrt {25-24}}}{2}}}+{\sqrt {\frac {5-{\sqrt {25-24}}}{2}}}=}
{\displaystyle {\sqrt {\frac {5+{\sqrt {1}}}{2}}}+{\sqrt {\frac {5-{\sqrt {1}}}{2}}}=}
{\displaystyle {\sqrt {\frac {5+1}{2}}}+{\sqrt {\frac {5-1}{2}}}={\sqrt {\frac {6}{2}}}+{\sqrt {\frac {4}{2}}}\to }
{\displaystyle {\sqrt {5+{\sqrt {24}}}}={\sqrt {3}}+{\sqrt {2}}.}

## Publicações
Bhaskara escreveu seis livros comprovados que são:
- Siddhantasiromani, dedicado a assuntos astronômicos
- Lilavati
- Bijaganita, um tratado sobre Álgebra
- Vasanabhasya de Mitaksara
- Karanakutuhala ou Brahmatulya
- Vivarana

O livro Siddhantasiromani foi escrito em 1150 e está dividido em duas partes: Goladhyaya-Esfera Celeste e Granaganita-Matemática dos Planetas. Esses dois livros tratam sobre trigonometria e matemática aplicada à astronomia. Nesta obra encontram-se a soma e diferença de senos de dois ângulos, ou seja, {\displaystyle sen(a+b)=sen\ a\cdot cos\ b+sen\ b\cdot cos\ a} e  {\displaystyle sen(a-b)=sen\ a\cdot cos\ b-sen\ b\cdot cos\ a}.
Lilavati (significa formosa e bela, em sânscrito), é a sua obra mais importante e leva o nome de sua filha.O livro foi composto em forma de poema com 278 versos e possui finalidade lúdica. Este livro ganhou grande popularidade na Índia durante o tempo de Akbar (1556-1605). Foi sob a ordem deste imperador que Abul Faizi, o poeta da corte, preparou a tradução integral, o Tarjamah-i-Lilavati em 1587 d.C.. Refere-se a vários assuntos,tais como: sistema de numeração, operações fundamentais, frações, regra de três simples e composta, misturas, porcentagem, progressões, geometria e equações indeterminadas, ou diofantinas, quadráticas e também a equação de Pell.
Existe uma lenda em torno do nome desse livro que diz:
Lilavati era o nome da filha de Bhaskaracarya. Ao lançar o seu horóscopo, ele descobriu que o momento auspicioso para o casamento seria uma hora específica em um determinado dia. Bhaskaracarya marcou com o cilindro do tempo [os hindus mediam, calculavam e determinavam as horas do dia com o auxílio de um cilindro colocado num vaso cheio d'água. Esse cilindro era aberto apenas em cima e apresentava um pequeno orifício no centro da superfície da base para a entrada da água a hora específica para o matrimônio. Quando tudo estava pronto e o cilindro do tempo iniciará a marcar a hora propícia para o casamento, Lilavati, de repente, por curiosidade, inclinou-se sobre o recipiente e uma pérola de seu vestido caiu no copo e bloqueou o buraco. A hora da sorte passou sem que o cilindro marcasse. Bhaskarachaya acreditava que a única maneira de consolar a filha abatida, que agora nunca iria se casar, era escrever-lhe um manual de matemática!

## A fórmula para encontrar as raízes da equação quadrática
No mundo acadêmico é comum dar o nome do pesquisador à sua obra. No Brasil, por volta de 1960, o nome de Bhaskara passou a designar a fórmula de resolução da equação do 2º grau. Não se vê essa nomeclatura em outros países, mesmo porque não foi ele quem a descobriu. Historicamente existem registros de sua existência cerca de 4000 anos antes, em textos escritos pelos babilônios. Naquela época não existia a simbologia utilizada hoje, ou seja, não havia a fórmula atual, mas sim uma espécie de "receita" de como proceder para encontrar as raízes da equação quadrática. Na Grécia (500 a.C.) também já se conhecia a resolução de algumas equações e era feito de forma geométrica. O método empregado por Bhaskara nas resoluções das equações quadráticas é do matemático indiano Sridhara [en] (870-930 d.C.) e reconhecido pelo próprio Bhaskara. A fórmula para extrair essas raízes veio com um matemático francês, François Viète (1540-1603), que foi quem procurou dar um tratamento mais formal e algébrico para obter uma fórmula geral.
Atualmente as equações quadráticas são utilizadas em diversos problemas do dia a dia, tais como otimização, massa corpórea, nos movimentos uniformemente variados, cálculo de área, entre tantos outros. Sua demonstração é considerada simples e será feita logo abaixo:
Uma equação do segundo grau é da forma {\displaystyle ax^{2}+bx+c=0,} com {\displaystyle a,b,c\in \mathbb {R} } e {\displaystyle a\neq 0.} Sua Fórmula  de resolução é {\displaystyle x={\frac {-b\pm {\sqrt {b^{2}-4ac}}}{2a}},} ou seja, suas raízes são:
{\displaystyle x_{1}={\frac {-b+{\sqrt {b^{2}-4ac}}}{2a}}} e {\displaystyle x_{2}={\frac {-b-{\sqrt {b^{2}-4ac}}}{2a}}.}
A demonstração será realizada de duas maneiras, embora a ideia central é a mesma, que é a de completar quadrados:
Primeira demonstração:
{\displaystyle ax^{2}+bx+c=0} (divida tudo por {\displaystyle a})
{\displaystyle x^{2}+{\frac {bx}{a}}+{\frac {c}{a}}=0} (some a ambos os lados o termo {\displaystyle -c/a)}
{\displaystyle x^{2}+{\frac {bx}{a}}=-{\frac {c}{a}}} (some a ambos os lados da igualdade o termo {\displaystyle {\frac {b^{2}}{4a^{2}}}.} Note que a equação continua sendo verdadeira)
{\displaystyle x^{2}+{\frac {bx}{a}}+{\frac {b^{2}}{4a^{2}}}={\frac {b^{2}}{4a^{2}}}-{\frac {c}{a}}} (Transforme o lado esquerdo da igualdade num produto notável e tire o {\displaystyle M.M.C.} do lado direito.)
{\displaystyle \left(x+{\frac {b}{2a}}\right)^{2}={\frac {b^{2}-4ac}{4a^{2}}}} (extraia a raiz quadrada)
{\displaystyle x+{\frac {b}{2a}}=\pm {\sqrt {\frac {b^{2}-4ac}{4a^{2}}}}} (some a ambos os lados da igualdade o termo {\displaystyle -b/2a})
{\displaystyle x=-{\frac {b}{2a}}\pm {\frac {\sqrt {b^{2}-4ac}}{2a}}\to x={\frac {-b\pm {\sqrt {b^{2}-4ac}}}{2a}}}
Segunda demonstração:
{\displaystyle ax^{2}+bx+c=0} (multiplique a equação por {\displaystyle 4a})
{\displaystyle 4a^{2}x^{2}+4abx+4ac=0} (some a ambos os lados da igualdade o termo {\displaystyle -4ac)}
{\displaystyle 4a^{2}x^{2}+4abx=-4ac} (some a ambos os lados da igualdade o termo {\displaystyle b^{2}.} Note que a equação continua sendo verdadeira)
{\displaystyle 4a^{2}x^{2}+4abx+b^{2}=b^{2}-4ac} (Transforme o lado esquerdo da igualdade num produto notável.)
{\displaystyle (2ax+b)^{2}=b^{2}-4ac} (extraia a raiz quadrada)
{\displaystyle 2ax+b=\pm {\sqrt {b^{2}-4ac}}} (some a ambos os lados da igualdade o termo {\displaystyle -b})
{\displaystyle 2ax=-b\pm {\sqrt {b^{2}-4ac}}} (divida tudo por {\displaystyle 2a})
{\displaystyle {\frac {2ax}{2a}}={\frac {-b\pm {\sqrt {b^{2}-4ac}}}{2a}}\to x={\frac {-b\pm {\sqrt {b^{2}-4ac}}}{2a}}}

### Aplicações e exemplos
Exemplo 4: Encontre as raízes reais da equação {\displaystyle x^{2}+x-6=0.}
Solução: Da equação dada obtemos {\displaystyle a=1,b=1,c=-6} e substituindo na fórmula temos:
{\displaystyle x={\frac {-b\pm {\sqrt {b^{2}-4ac}}}{2a}}={\frac {-1\pm {\sqrt {(1)^{2}-4(1)(-6)}}}{2(1)}}={\frac {-1\pm {\sqrt {1+24}}}{2}}={\frac {-1\pm {\sqrt {25}}}{2}}={\frac {-1\pm 5}{2}}\to }
{\displaystyle x_{1}={\frac {-1+5}{2}}={\frac {4}{2}}=2} e {\displaystyle x_{2}={\frac {-1-5}{2}}={\frac {-6}{2}}=-3.} Portanto, {\displaystyle S=\{-3,2\}.}
Teorema de Cardano-Viète (para equações quadráticas)
Dada a equação na forma {\displaystyle ax^{2}+bx+c=0,} com {\displaystyle a\neq 0,} de raízes reais {\displaystyle x_{1}} e {\displaystyle x_{2},} representa-se
a soma das raízes por {\displaystyle S} e o produto por {\displaystyle P.} Então temos:
{\displaystyle S=x_{1}+x_{2}={\frac {-b}{a}}} e {\displaystyle P=x_{1}*x_{2}={\frac {c}{a}}.}
Demonstração: Temos que {\displaystyle x_{1}={\frac {-b+{\sqrt {b^{2}-4ac}}}{2a}}} e {\displaystyle x_{2}={\frac {-b-{\sqrt {b^{2}-4ac}}}{2a}},} então
{\displaystyle S=x_{1}+x_{2}={\frac {-b+{\sqrt {b^{2}-4ac}}}{2a}}+{\frac {-b-{\sqrt {b^{2}-4ac}}}{2a}}={\frac {-b+{\sqrt {b^{2}-4ac}}-b-{\sqrt {b^{2}-4ac}}}{2a}}={\frac {-2b}{2a}}={\frac {-b}{a}}} e
{\displaystyle P=x_{1}*x_{2}=\left({\frac {-b+{\sqrt {b^{2}-4ac}}}{2a}}\right)*\left({\frac {-b-{\sqrt {b^{2}-4ac}}}{2a}}\right)={\frac {(-b)^{2}+({\sqrt {b^{2}-4ac}})^{2}}{2a}}={\frac {b^{2}-(b^{2}-4ac)}{4a^{2}}}={\frac {b^{2}-b^{2}+4ac}{4a^{2}}}={\frac {c}{a}}.}
Exemplo 5: Encontra a soma e o produto das raízes da equação {\displaystyle 2x^{2}-3x-6=0}; sem ter que determinar as raízes da equação.
Solução: {\displaystyle S=x_{1}+x_{2}={\frac {-b}{a}}={\frac {-(-3)}{2}}={\frac {3}{2}}} e {\displaystyle P=x_{1}*x_{2}={\frac {c}{a}}={\frac {-6}{2}}=-3}
Exemplo 6: Na equação {\displaystyle 3x^{2}-5x+7=0,} de raízes {\displaystyle x_{1}}  e {\displaystyle x^{2},} determine o valor da expressão {\displaystyle {\frac {1}{x_{1}}}+{\frac {1}{x^{2}}}.}
Solução: Dado {\displaystyle {\frac {1}{x_{1}}}+{\frac {1}{x^{2}}}={\frac {x_{2}+x_{1}}{x_{1}*x_{2}}},} mas {\displaystyle S=x_{1}+x_{2}={\frac {-(-5)}{3}}={\frac {5}{3}}} e {\displaystyle P=x_{1}*x_{2}={\frac {7}{3}},} então {\displaystyle {\frac {1}{x_{1}}}+{\frac {1}{x^{2}}}={\frac {S}{P}}={\frac {\frac {5}{3}}{\frac {7}{3}}}={\frac {5}{7}}.}
Análise das raízes da equação quadrática:
O termo {\displaystyle b^{2}-4ac} é chamado de {\displaystyle \Delta } (delta), ou discriminante, ou seja, {\displaystyle \Delta =b^{2}-4ac.} Sendo assim, a equação
{\displaystyle ax^{2}+bx+c=0,} com {\displaystyle a\neq 0} terá ou não solução no conjunto dos números reais se:
{\displaystyle \Delta >0} existem duas raízes reais e distintas;
{\displaystyle \Delta =0} existem duas raízes reais e iguais, também chamadas de raízes duplas;
{\displaystyle \Delta <0} não existem raízes reais;
{\displaystyle \Delta \geq 0} existem raízes reais.
Exemplo 7: Qual o valor de {\displaystyle m} para que a equação {\displaystyle 2x^{2}+x+m=0} tenha raízes reais e distintas.
Solução: Neste caso, {\displaystyle \Delta =b^{2}-4ac>0,} então {\displaystyle (1)^{2}-4(2)(m)>0\to 1-8m>0\to 8m<1\to m<1/8.}
Exemplo 8: Qual o valor de {\displaystyle m} para que a equação {\displaystyle x^{2}+mx+4=0} tenha raízes reais e iguais.
Solução: Neste caso, {\displaystyle \Delta =b^{2}-4ac=0,} então {\displaystyle (m)^{2}-4(1)(4)=0\to m^{2}-16=0\to m^{2}=16\to m=\pm {\sqrt {16}}\to m=\pm 4.}
Exemplo 9: Qual o valor de {\displaystyle m} para que a equação {\displaystyle 9x^{2}+6x+m=0} tenha raízes reais.
Solução: Neste caso, {\displaystyle \Delta =b^{2}-4ac\geq 0,} então {\displaystyle (6)^{2}-4(9)(m)\geq 0\to 36-36m\geq 0\to 36m\leq 36\to m\leq 1.}
Exemplo 10: Qual o valor de {\displaystyle m} para que a equação {\displaystyle mx^{2}+2x+3=0} não tenha raízes reais.
Solução: Neste caso, {\displaystyle \Delta =b^{2}-4ac<0,} então {\displaystyle (2)^{2}-4(m)(3)<0\to 4-12m<0\to 12m>4\to m>1/3.}